# NGC 1521
NGC 1521 este o galaxie eliptică situată în constelația Eridanul. A fost descoperită în 21 noiembrie 1835 de către John Herschel. Se află la o distanță de 69,5 de megaparseci de Pământ.